# 스즈키 아이나
스즈키 아이나(일본어: 鈴木 愛奈 すずき あいな[*], 1995년 7월 23일 ~ )는 일본의 성우 및 가수이다. 홋카이도 출신이며, 소속사는 IAM Agency이다. Aqours의 구성원 중 하나이며, 애칭은 ‘아이냐(あいにゃ)’이다.

## 출연

### TV 애니메이션
2016년
- 《삼자삼엽》 : 콘도 아사코
- 《러브 라이브! 선샤인!!》 : 오하라 마리 역

2018년
- 《마법소녀 사이트》
- 《사신 짱 드롭킥》 : 사신짱

2020년
- 《사신 짱 드롭킥'》 : 사신짱
- 《몬스터 아가씨의 의사 선생님》 : 에리스 마레아
- 《이와카케루! -Sport Climbing Girls-》 : 요츠바 사요

## 참조주
1. ↑  “民謡道大会 鈴木さん姉妹がそれぞれ優勝”. 《千歳民報》 (千歳市: 苫小牧民報社). 2008년 8월 13일. 2009년 4월 3일에 원본 문서에서 보존된 문서. 2016년 3월 10일에 확인함.
2. ↑  “千歳中２年の鈴木さんが全国民謡で２つの「金」”. 苫小牧民報社. 2009년 10월 1일. 2012년 5월 19일에 원본 문서에서 보존된 문서. 2016년 3월 10일에 확인함.